# ريتشارد كليفتون
ريتشارد كليفتون (بالإنجليزية: Richard Clifton)‏ هو محامي وقاضي أمريكي، ولد في 13 نوفمبر 1950 في فرامينغهام في الولايات المتحدة.

## وصلات خارجية
- ريتشارد كليفتون على موقع إن إن دي بي (الإنجليزية)